# Ходова Плана
Ходова Плана (чеш. Chodová Planá) је насељено мјесто са административним статусом варошице (чеш. městys) у округу Тахов, у Плзењском крају, Чешка Република.

## Становништво
Према подацима о броју становника из 2014. године насеље је имало 1.835 становника.